# Salix serissima
Espèce
Salix  serissima, aussi connu sous les noms communs de saule d'automne (en anglais : autumn willow et fall willow), est une espèce de plantes à fleurs de la famille des Salicaceae. C'est un saule originaire d'Amérique du Nord.

## Synonymie
- Salix lucida var. serissima Andersson ;
- Salix arguta var.alpigena  Andersson ;
- Salix arguta var. pallescens L.H.Bailey.

## Description
Ce saule est un arbuste qui fait généralement  2 à 3 m de haut. Il peut parfois atteindre  5 m. Les tiges et les rameaux sont glabres. Les feuilles sont ovales en forme de lance et font jusqu'à 11 cm de long par 3,3 cm de large. Elles sont aussi glabres.

## Répartition et habitat
Salix serissima est originaire d'Amérique du Nord, où il pousse dans une grande partie du Canada et du nord des États-Unis contigus.
Salix serissima pousse dans les forêts et les terres boisées, dans un habitat humide tels que mares, marais et berges. Il pousse avec le tremble ( Populus tremuloides) et le peuplier ( P. balsamifera). Il peut se développer avec d'autres espèces de saules. Ses graines restent en dormance pendant l'hiver et germent au printemps, ce qui lui permet d'envahir d'autres espaces ouverts, et les habitats humides.
Sa distribution concerne le nord de l'Amérique du Nord mais plusieurs populations éparses se trouvent au sud. Par exemple quatre zones dans les Black Hills du Dakota du Sud (deux dans la Black Hills National Forest), une dans les  Montagnes Sherman de le comté d'Albany dans le Wyoming, (sur le National Forest Medicine Bow) ; sept dans le centre-nord Colorado (un dans l' Arapaho - Roosevelt National Forest); et une dans le sud-ouest du Colorado (potentiellement dans la Forêt nationale de San Juan).
Ce n'est pas une espèce menacée en général mais considérée comme sensible. Il est menacé par des altérations dans l'hydrologie des tourbières dans lesquelles il se développe.